# Енциклопедия Британика (11-о издание)
Единадесетото издание на енциклопедия „Британика“ излиза през 1910 – 1911 година в 29 тома.
Някои от статиите в нея са написани от най-добрите учени по това време и все още представляват интерес за съвременната наука в качеството си на свидетелства на своята епоха.
Понастоящем единадесетото издание е обществено достояние, не подлежи на защитата на авторските права и е публикувано онлайн както самоястоятелно, така и частично в други онлайн енциклопедии и произведения.